# Dynasty Warriors

Logo von Dynasty Warriors 7

Dynasty Warriors (jap. 三國無双 Sangoku Musō (Teil 1) / 真・三國無双 Shin Sangoku Musō (ab Teil 2)) ist eine Computerspielreihe mit mehreren Ablegern aus dem Hause Koei. Sie behandelt die historische Phase der Zeit der Drei Reiche Chinas.
Die Reihe gehört wiederum zur übergeordneten Musō-Reihe, zu der ebenfalls die Reihen Sengoku Musō (Samurai Warriors), Musō Orochi (Warriors Orochi), Gundam Musō (Dynasty Warriors Gundam; Crossover mit Gundam) Hokuto no Musō (Crossover mit Hokuto no Ken), One Piece Kaizoku Musō (Crossover mit One Piece), Troy Musō (Warriors: Legends of Troy), Zelda Musō (Hyrule Warriors; Crossover mit The Legend of Zelda) und Fire Emblem Warriors (Crossover mit Fire Emblem) gehören.

## Beschreibung und Namensgebung
Dynasty Warriors ist selbst ein Ableger von Koeis rundenbasierter Strategiereihe Romance of the Three Kingdoms (三國志 San guo zhi bzw. Sangokushi). Der erste Teil ist ein Fighting Game mit dem Titel Sangokumusō für die PlayStation, während die weiteren sieben Teile der Serie Actionspiele sind, die auf verschiedenen Konsolen veröffentlicht wurden. Da der zweite Teil der Reihe deutlich vom ursprünglichen Genre und Stil des Erstlings abwich, wurde er in Japan unter dem Titel Shin Sangokumusō veröffentlicht. Die nachfolgenden Titel wurden dann als Shin Sangokumusō 2 usw. durchnummeriert. Auf dem internationalen Markt dagegen erschien Shin Sangokumusō als Dynasty Warriors 2, wodurch es zu einer dauerhaften Abweichung zwischen der Nummerierung im Japanischen und den internationalen Veröffentlichungen kam.
Für den 4., 5. und 6. Teil gibt es zusätzlich noch das Actionspiel Dynasty Warriors Empires, das sich mit einigen strategischen Elementen von der Originalspielreihe unterscheidet. Zu den Konsolenspielen für PlayStation und Xbox gibt es zusätzlich noch Dynasty-Warriors-Spiele für den Game Boy Advance, für den PC und für die PSP. In den Originalteilen 2 bis 8 ist es möglich, Schlachten aus der Geschichte Chinas mit Helden von Wei, Wu, Shu oder den späteren Han und in Teil 7 und 8 zusätzlich von Jin nachzuspielen. Diese Teile halten sich streng an die Geschichte zur Zeit der drei Reiche, während die Ableger keinen so großen Wert auf die Fakten legen.
Veröffentlichte Titel:
- Dynasty Warriors
- Dynasty Warriors 2
- Dynasty Warriors 3
- Dynasty Warriors 3: Xtreme Legends
- Dynasty Warriors 4
- Dynasty Warriors 4: Empires
- Dynasty Warriors 4: Xtreme Legends
- Dynasty Warriors (PSP)
- Dynasty Warriors 5
- Dynasty Warriors Advance
- Dynasty Warriors 5: Empires
- Dynasty Warriors Online
- Dynasty Warriors Vol. 2
- Dynasty Warriors Advance
- Dynasty Warriors 5: Xtreme Legends
- Dynasty Warriors Vol. 2
- Dynasty Warriors: Gundam
- Dynasty Warriors DS: Fighter's Battle
- Dynasty Warriors 6
- Dynasty Warriors 6: Special
- Dynasty Warriors: Strikeforce
- Dynasty Warriors: Gundam 2
- Dynasty Warriors 6: Empires
- Shin Sangokumusō Multi Raid 2
- Dynasty Warriors 7
- Dynasty Warriors 7: Xtreme Legends
- Dynasty Warriors Next
- Dynasty Warriors 7: Empires
- Dynasty Warriors 8
- Shin Sangokumusō VS (26. April 2012 für Nintendo 3DS)
- Dynasty Warriors 8: Xtreme Legends
- Dynasty Warriors 8: Empires
- Dynasty Warriors: Godseekers
- Dynasty Warriors: Unleashed
- Dynasty Warriors 9
- Dynasty Warriors 9: Empires
- Dynasty Warriors: Origins

## Dynasty Warriors
Der erste Teil erschien 1997 für die PlayStation und ist ein mit Waffen geführtes Fighting Game, das im Vergleich zu anderen Produkten des Genres stärkeren Wert auf Realismus der Kämpfe setzt.

## Dynasty Warriors 3
Im dritten Teil der „Dynasty Warriors“-Reihe sind 20 Level zu bewältigen mit insgesamt 41 spielbaren Charakteren. Zu diesen Charakteren gibt es in der „Enzyklopädie“ des Spiels Biografien, auch von Charakteren, die nicht spielbar sind.
Mit seinem Charakter wird die Gelegenheit geboten, auf Pferden oder Elefanten zu reiten, sowie die Geschichte zu jedem spielbaren Charakter zu spielen.
Auch gibt es einen neuen Kooperativ-/Duellmodus, der es dem Spieler erlaubt, sich mit anderen Spielern zu messen oder mit ihnen zu kämpfen.
Wie bei dem Vorgänger gibt es kein Blut, die Gegner verschwinden nach einiger Zeit, und die niedergestreckten Gegner werden im K.O.-Zähler aufgezählt.
Seine Leibwächter können mit Team-Befehlen kontrolliert werden, und Handlungsvideos werden vor, mitten und im Spiel angezeigt. Diese zwei Features werden in den späteren Teilen zum Standard.
Spielbare Charaktere:
Shu
Zhao Yun, Guan Yu, Zhang Fei, Huang Zhong, Jiang Wei, Liu Bei, Ma Chao, Zhuge Liang, Pang Tong, Wei Yan
Wei
Cao Cao, Sima Yi, Dian Wei, Xiahou Dun, Xiahou Yuan, Xu Zhu, Zhang Liao, Xu Huang, Zhang He, Zhen Ji
Wu
Sun Jian, Sun Quan, Sun Shang Xiang, Lu Xun, Zhou Yu, Taishi Ci, Gan Ning, Lu Meng, Da Qiao, Huang Gai, Sun Ce, Xiao Qiao
Andere
Lu Bu, Diao Chan, Dong Zhuo, Yuan Shao, Zhang Jiao, Meng Huo, Zhu Rong, Nu Wa, Fu Xi

## Dynasty Warriors 4
In Dynasty Warriors 4 kann man auf 50 Levels 3 neue Offiziere und über 40 spielbare Charaktere spielen. Es wurden Belagerungswaffen hinzugefügt: Rammböcke, Belagerungsrampen, Katapulte, Brückenleger und flammenwerfende Moloche. Eine Neuheit sind die Zweikämpfe, mit denen man einen Offizier allein ohne sonstige Soldaten töten kann. Dadurch gewinnt man mehr Prestigepunkte und bessere Waffen. Auch kann man seinen eigenen Offizier erstellen sowie seine Leibgarde. Während des Kampfgeschehens finden neue Siegbedingungen und verschiedene Ereignisse statt.
Dynasty Warriors 4 Hyper ist der PC-Ableger der Konsolenversion.
Spielbare Charaktere:
Shu
Zhao Yun, Guan Yu, Zhang Fei, Huang Zhong, Jiang Wei, Liu Bei, Ma Chao, Zhuge Liang, Pang Tong, Wei Yan, Yue Ying
Wei
Cao Cao, Sima Yi, Dian Wei, Xiahou Dun, Xiahou Yuan, Xu Zhu, Zhang Liao, Xu Huang, Zhang He, Zhen Ji, Cao Ren
Wu
Sun Jian, Sun Quan, Sun Shang Xiang, Lu Xun, Zhou Yu, Taishi Ci, Gan Ning, Lu Meng, Da Qiao, Huang Gai, Sun Ce, Xiao Qiao, Zhou Tai
Andere
Lu Bu, Diao Chan, Dong Zhuo, Yuan Shao, Zhang Jiao, Meng Huo, Zhu Rong

## Dynasty Warriors 5
In alter Tradition entführt dieser Teil den Spieler zu den historischen Kriegsschauplätzen des antiken Chinas und lässt ihm die Wahl zwischen einem Warrior aus einem der drei Herrschaftsbereiche (Wu, Shu und Wei) oder einem unabhängigen Krieger. Es gibt insgesamt 48 Charaktere mit eigenen Handlungssträngen, sowie mehr Gegner pro Screen, individuellere Bodyguards, mehr Detailtiefe und neue Spielmodi. Auch ein verbessertes und größeres Waffenarsenal wird geboten. Mit fortschreitender Spieldauer schaltet der Spieler charakterspezifische Attacken und Combos frei und kommt dadurch schneller zu den jeweiligen Missionszielen. Die Grafik wurde aufgefrischt, so dass mehr Gegner bei weniger Hintergrundnebel, der bei den vorherigen Teilen für Ärger sorgte, agieren können. 38 Karten mit 30 % mehr Umfang gilt es zu erkunden. Das aus Dynasty Warriors 4: Empires bekannte „Stronghold-System“ (Es gibt verschiedene Lager, die es zu erobern gilt: Dadurch wird das Spiel einfacher zu kontrollieren) wird übernommen. Auch ist ein neuer Schwierigkeitstyp enthalten (Chaos), wobei das Spiel mit den Anfangswaffen kaum zu gewinnen ist.

## Dynasty Warriors 6
Dynasty Warriors 6 bietet neue Features wie z. B. Schwimmen, Klettern und unendlich lange Kombos. Die Charaktere wurden neu modelliert, und die meisten haben nun auch neue Waffen. Dieser Teil bietet neben den fünf neuen Leveln Jiang Dong, He Bei, Tong-Tor, Ru Xu Kou und Jie Ting auch neue Musou-Modes. Es gibt nun nur noch 19 Levels und 41 Charaktere, davon haben nur noch 17 Charaktere einen Musou-Modus. Jiang Wei, Xing Cai, Pang De, Da Qiao, Meng Huo, Zhu Rong und Zuo Ci wurden aus dem Spiel entfernt. Die neuen Story-Charaktere sind Ma Chao, Yue Ying, Zhang He, Cao Pi, Taishi Ci und Ling Tong.

## Dynasty Warriors 7
Der siebte Teil erschien europaweit am 8. April 2011. Neu im siebten Teil ist, dass jeder spielbare Charakter zwei Waffen führen kann und zwei Musō-Attacken (die man freischalten muss) beherrscht. Waffen aus Teil 6 sind teilweise nicht mehr vorhanden, dafür können die Charaktere mit den Waffen aus DW5 oder auch mit neuen Waffen ausgestattet werden. Die Charaktere selbst wurden neu überarbeitet, Fähigkeiten können erlernt werden. Neue Waffen kann man durch Besiegen von Offizieren erhalten und auch ausrüsten. Den Charakter kann man durch das Sammeln von Schwertsymbolen (Angriff), Schildsymbolen (Verteidigung) oder Chūkaman (Leben) aufbessern, die von besiegten Offizieren in den Schlachten fallen gelassen werden. Auch bekommt man für jeden besiegten Offizier Punkte; mit diesen kann man neue Fähigkeiten (z. B. längere Angriffskombinationen, zweite Musō-Angriff, Siegel, schnelleres Bewegen und usw.) erhalten. Neben den Drei Reichen (Wei, Wu, Shu) ist nun auch die Jin-Dynasty spielbar. Eine große Reihe von neuen Charakteren wurden auch eingeführt, und Charaktere die im sechsten Teil entfernt wurden, wurden wieder fast komplett eingeführt, außer Pang De und Zuo Ci. Insgesamt sind 62 Charaktere spielbar.
Shu
Bao Sanniang, Guan Ping, Zhao Yun, Guan Yu, Zhang Fei, Huang Zhong, Jiang Wei, Liu Bei, Ma Chao, Zhuge Liang, Pang Tong, Wei Yan, Yue Ying, Liu Shan, Xing Cai, Ma Dai, Guan Suo
Wei
Cao Cao, Dian Wei, Xiahou Dun, Xiahou Yuan, Xu Zhu, Zhang Liao, Xu Huang, Zhang He, Zhen Ji, Cao Ren, Cao Pi, Cai Wenji, Jia Xu
Wu
Sun Jian, Sun Quan, Sun Shang Xiang, Lu Xun, Zhou Yu, Taishi Ci, Gan Ning, Lu Meng, Da Qiao, Huang Gai, Sun Ce, Xiao Qiao, Zhou Tai, Ding Feng
Jin
Sima Yi, Sima Shi, Sima Zhao, Deng Ai, Wang Yuanji, Zhong Hui, Zhuge Dan, Xiahou Ba, Guo Huai
Andere
Lu Bu, Diao Chan, Dong Zhuo, Yuan Shao, Zhang Jiao, Meng Huo, Zhu Rong

### Spielmodi und Optionen

#### Storymodus
Anders als in den Vorgänger kann man nicht mehr frei wählen, mit welchem Charakter man die Geschichte nachspielen will. Man kann nur zwischen den vier Reichen (Wu, Shu, Wei, Jin) aussuchen und spielt einzelne Schlachten mit einem Charakter aus dem Reich. Auch ist es nicht mehr möglich, die Geschichte mit einem zweiten Spieler im Splitscreen zu spielen.

#### Eroberungsmodus
Der Eroberungsmodus ist ein neuer Modus, in dem man Felder eines Brettes, ähnlich einem Spielbrett, Schritt für Schritt freischaltet. Die Felder sind entweder: eine Stadt, eine Schlacht, um den Status zu verbessern, eine Schlacht um eine Waffe, eine Schlacht um eine Schlacht, eine Schlacht um ein Reittier/Schutztier, eine Schlacht um eine seltene Waffe oder legendäre Schlachten mit einem bestimmten Charakter, die nach erfolgreichem Abschluss der Schlacht spielbar ist. In den Städten gibt es mehrere NPC; so kann man beim Gelehrten sein Wissen über das Spiel testen lassen und bekommt bei richtigen Antworten Geld dafür. Beim Waffenhändler kann man neue Waffen kaufen. Der Schmied verbessert die vorhandenen Waffen für Geld mit Siegeln. Der Händler bietet bestimmte Waffen an, die günstiger angeboten werden als beim Waffenschmied, Wachtiere/Reittiere (z. B. Tiger, Falke, Bär, Panda, Elefant, verschieden schnelle Pferde) und man kann für 1000 Gold Verstärkung in Form eines anderen spielbaren Charakters erwerben. Im Teehaus kann man sein Wachtier/Reittier austauschen und sogenannte „treue Verbündete“ anheuern, welche andere spielbare Charaktere sind die ein gewisses Maß an dem Bündnisbalken voll haben. Sie erscheinen danach in Schlachten. Manche Schlachten aber haben als Bedingung, dass man ohne treue Verbündete oder gar Wachtiere spielen muss.
Bei dem Eroberungsmodus kann man entweder mit einem zweiten Spieler offline oder online spielen, auch ist es möglich, den Charakter zu wechseln.

#### Enzyklopädie
Hier werden die einzelnen Offiziere (spielbar oder nicht spielbar) anhand von Biographien aufgelistet. Auch sind einzelnen reale Schlachten (z. B. Schlacht von Chibi) aufgeführt.

#### Galerie
Freigeschaltetes wie Wallpapers, Kostüme der Offiziere, Stimmen der Offiziere, Bewegungsabläufe der Offiziere und weites kann hier betrachtet werden.

#### Tutorial
Im Tutorial wird dem Spieler anhand des Charakters Guan Ping der Spielablauf erläutert.

## Samurai Warriors
Parallel zur Hauptreihe erscheinen auch Ableger der Ableger-Spielereihe Samurai Warriors.
- Samurai Warriors,                  2004 (PlayStation 2, Xbox)
- Samurai Warriors: Xtreme Legends,      2004 (PlayStation 2)
- Samurai Warriors 2,               2006 (PlayStation 2, PC, Xbox 360)
- Samurai Warriors: State of War,       2006 (PlayStation Portable)
- Samurai Warriors 2: Empires,       2007 (PlayStation 2, Xbox 360)
- Samurai Warriors 2: Xtreme Legends,     2008 (PlayStation 2, Xbox 360)
- Samurai Warriors: Katana,       2008 (Wii)
- Samurai Warriors 3,               2010 (Wii)
- Sengoku Musō 3: Mōshōden, 2011 (PlayStation 3 (als Sengoku Musō 3 Z), Wii)
- Sengoku Musō 3: Empires, 2011 (PlayStation 3)
- Samurai Warriors: Chronicles,           2011 (Nintendo 3DS)
- Sengoku Musō 3 Z: Special, 2012 (PlayStation Portable)
- Sengoku Musō: Chronicle 2nd, 2012 (Nintendo 3DS)
- Samurai Warriors 4,           2014 (PlayStation 4, PlayStation 3, PlayStation Vita)
- Samurai Warriors: Chronicles 3, 2015 (PlayStation Vita, Nintendo 3DS)
- Samurai Warriors 4-II, 2015 (PlayStation 4, PlayStation 3, PlayStation Vita, PC)
- Samurai Warriors 4: Empires, 2016 (PlayStation 4, PlayStation 3, PlayStation Vita)
- Samurai Warriors: Spirit of Sanada, 2017 (PlayStation 4, PlayStation 3 (nur in Japan), PC, Nintendo Switch (nur in Japan))
- Samurai Warriors 5, 2021 (PlayStation 4, PC, Xbox One, Nintendo Switch)